# Abbaye de Zinna
Le monastère de Zinna est une ancienne abbaye cistercienne, fondée en 1170 par l'archévêque Wichmann de Seeburg, située sur la commune de Jüterbog dans la land de Brandebourg, près de Berlin en Allemagne.

## Historique

### Fondation
Le monastère est fondé en 1170 à l'initiative de l'archevêque Wichmann de Magdebourg. La région brandebourgeoise était alors peuplée de Slaves, le lieudit du futur monastère s'appelant « Czinnow ».
Celui-ci fait venir des moines cisterciens de l'abbaye d'Altenberg. Les moines assèchent les marécages de la Nuthe et rendent les terres fertiles.

### Moyen Âge
À l'apogée de son développement, au XVe siècle, l'abbaye de Zinna contrôlait 75 000 hectares de terres et 39 villages, et ses prérogatives économiques s'étendaient sur les moulins, les briqueteries, les marais salants, les forges, les carrières de calcaire, etc., ce qui en faisait de loin l'abbaye la plus grande et l plus puissante à l'Est de l'Elbe. C'est également le lieu de la première imprimerie du Brandebourg, où est notamment imprimé le Psautier de la Vierge Marie, un rosaire imprimé et illustré.

### Déclin et fermeture
Le déclin est ensuite rapide, lié à l'avènement de la Réforme ; l'archevêque de Magdebourg, qui conçoit l'abbaye comme un rempart du catholicisme face aux progrès luthériens, tente de réformer plusieurs fois la vie monastique, mais y échoue. En 1553, le dernier abbé quitte le monastère.
Une partie notable du monastère est détruite au XVIIIe siècle

### Période moderne
Après les traités de Westphalie, les territoires de l'Archevêché de Magdebourg sont finalement sécularisés en 1680 dans le duché de Magdebourg et donnés à la région de Brandebourg-Prusse (regroupant la marche de Brandebourg et le duché de Prusse). En 1764, dans un effort pour amener le réveil économique de la région, le roi Frédéric II de Prusse établit un nouveau village pour les tisserands arrivant de la région Haute Lusace et travaillant dans les bâtiments monastiques.

## Descriptif
Du complexe monastique, il ne reste que l'église abbatiale, la salle de brassage et la salle des douanes, ainsi que certains fragments du cloître et la maison d'hôtes.

### L'abbatiale
L'église abbatiale est d'architecture gothique, en pierres de taille (granite), suivant la tradition architecturale de l'Allemagne centrale. Elle date du XIIe siècle et mêle les influences techniques et architecturales. Ainsi, le chœur présente une abside, contrairement à la majorité des abbayes cisterciennes médiévales qui sont à chevet plat. En revanche, les quatre chapelles latérales situées de part et d'autre du chœur sont bien présentes.  Les premières voûtes ont été réalisées en plein cintre de style roman, alors que les dernières présentent des croisées d'ogives caractéristique de l'architecture gothique. L'ancienne abbatiale devint l'église luthérienne Sainte-Marie dont la paroisse fait partie de l'Église protestante Berlin-Brandebourg-Haute Lusace silésienne. 

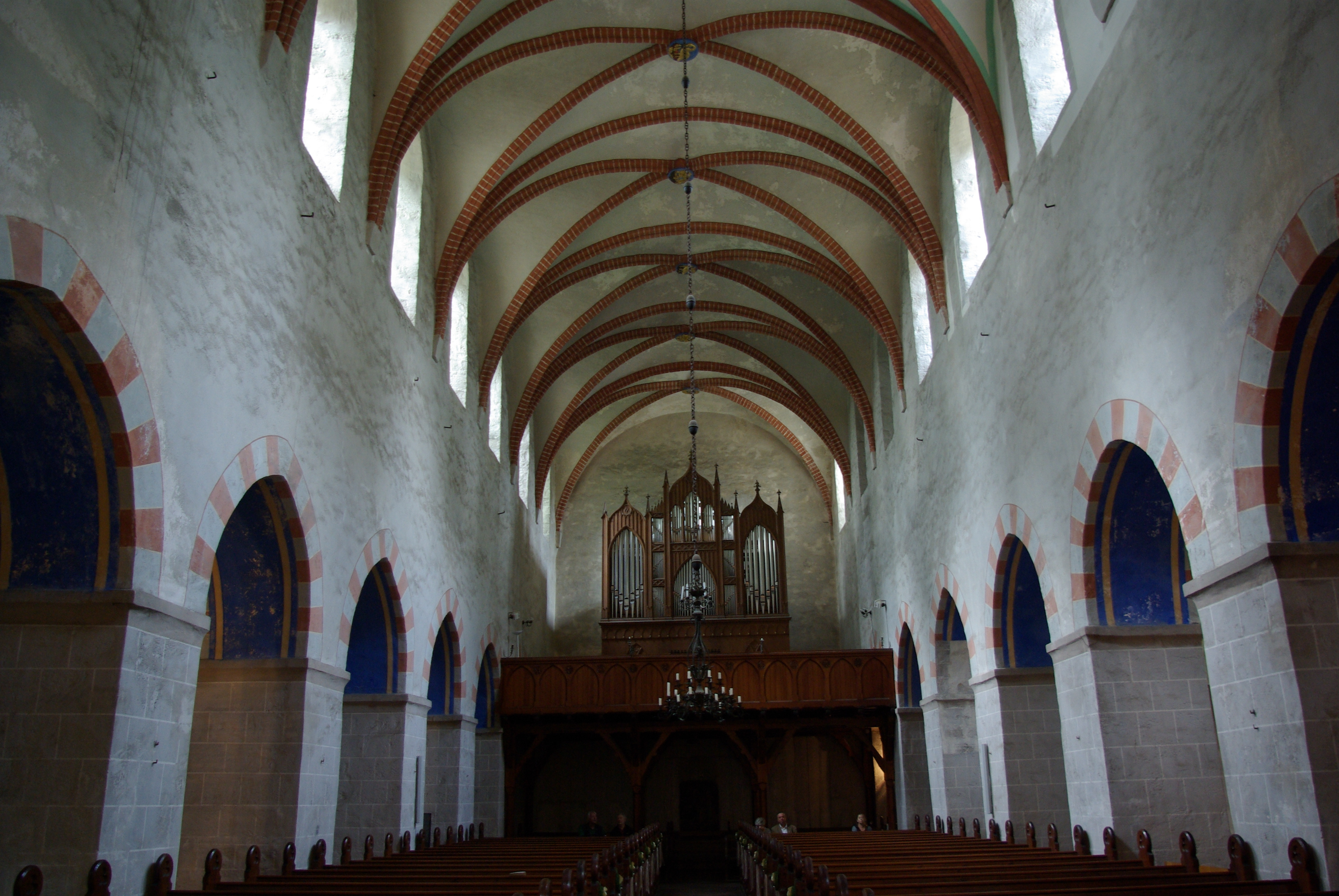
Intérieur de l'église abbatiale. Au fond, l'orgue.

Devant l'autel, il y a une inscription au sol de l'Ave Maria en latin avec des lettres en capitale et majuscule. Sur le côté du monastère, il y a l'inscription : « Friedrich dem Großen, dem Begründer der Stadt im Jahre 1764, das dankbare Kloster Zinna —1864 » (« À Frédéric le Grand, fondateur de la ville en 1764, le monastère de Zinna reconnaissant — 1864 »). Cette inscription, détruite en 1949, est réintroduite en 1994.

### Le cloître
Le cloître, suivant la tradition cistercienne, était situé au sud de l'abbatiale, donc à droite en regardant vers le chœur. Sa particularité principale était la présence d'un puits situé en face du réfectoire, sur le côté méridional. On retrouve cette construction en saillie à l'abbaye hongroise de Pilis, et la présence d'une fontaine à cet emplacement dans l'abbaye savoyarde d'Hautecombe.
Suivant le plan traditionnel cistercien, le côté oriental du cloître (prolongement du transept sud) contenait, par ordre d’éloignement de l'abbatiale, la sacristie, la salle capitulaire et le parloir, surplombés par le dortoir des moines. Le bâtiment méridional comprenait, d'est en ouest, le chauffoir (« Calefaktorium »), le réfectoire et la cuisine. Enfin, le bâtiment occidental comprenait, du sud au nord, la brasserie, le réfectoire des convers et le cellier, ces deux derniers sous le dortoir des frères convers.

### Autres bâtiments
Le logis abbatial est en briques, selon la méthode employée en Allemagne du Nord. Il est particulièrement important, et assez espacé du bâtiment principal, auquel il est toutefois relié par une construction en longueur appelée « Verbindungsbau ». Il est complété d'une importante maison d'accueil ; un dernier bâtiment, ouvrant au sud du Verbindungsbau, parallèlement au réfectoire des moines, devait avoir une fonction aujourd'hui inconnue.
Dans l'ancienne maison des douanes, il y a des écrans montrant la technique traditionnelle de tissage et de démonstrations en direct. Dans la salle de brassage est toujours préparée une liqueur à base de plantes, "Zinnaer Klosterbruder".

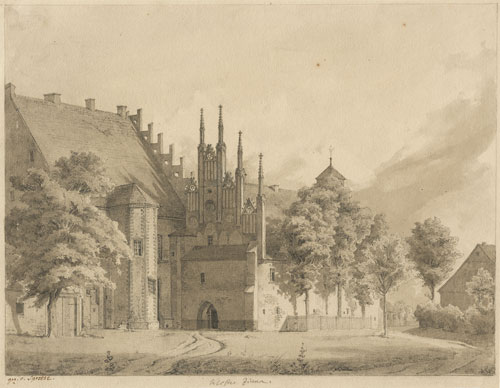
Iconographie du XIXe siècle du monastère de Zinna.